# 単純ヘルペス脳炎
単純ヘルペス脳炎（たんじゅんヘルペスのうえん、英語: Herpes simplex encephalitis）とは単純ヘルペスウイルス1型（HSV-1）によって引き起こされる脳炎である。

## 概念
単純ヘルペスウイルス脳炎の95％がHSV-1によって生じ、約70～80％はHSVの再活性化（または再感染）でおこると推定されている。全単純ヘルペス脳炎の約80％にあたる典型例では側頭葉、前頭葉眼窩回などを選択的に障害する左右非対称急性壊死性脳炎の病理像をとるため精神症状をおこすことが多い。逆に全単純ヘルペスウイルスの20％が非典型例であり、軽症、慢性脳炎、脳幹脳炎などの形をとることがある。約10％程度に再発、再燃が認められ治療上注意が必要である。全年齢における検討では単純ヘルペス脳炎の未治療での死亡率は60～70％であった。抗ウイルス薬、特にアシクロビルの治療によって死亡率は19～28％に減少した。しかし適切な治療にもかかわらず死亡と高度後遺症を含めた転帰不良率は約30～50％と未だに高く、社会復帰率も約半数にとどまる。後遺症としては記憶障害、行動異常、症候性てんかんなどが多い。

## 疫学
単純ヘルペス脳炎は脳炎全体の10～20％を占め、起炎ウイルスの判明した散発性脳炎の中では最も多い疾患である。地域差はなく100万人あたり年間2～4人の頻度で起こり日本では年間400例前後の発症があると推測されている。全年代に起こりえるが50～60歳代に発症のピークがある。

## 診断
日本神経感染症学会より診療ガイドラインが示されている。急性（時に亜急性）脳炎を示唆する症状・症候、神経学的検査所見を満たしたものが単純ヘルペス脳炎疑いであり、ウイルス学的検査所見によって確定例になる。

## 臨床病型
神経症候、神経放射線所見を総合していくつかの臨床病型が知られている。
側頭葉型または辺縁系型
いわゆる辺縁系脳炎をおこす典型的な単純ヘルペス脳炎である。側頭葉下内側部、前頭葉眼窩回、島回、帯状回、海馬、扁桃体、被殻などが主に侵されるもので精神症状を呈する。
側頭葉脳幹型
側頭葉型と同様であるが、脳神経領域の障害が認められるものである。脳幹へのHSVの感染の可能性と頭蓋内圧亢進症の可能性がある。
脳幹脳炎
側頭葉型に比べて発症早期の発熱の頻度が低い、初回髄液圧が低い、脳波で周期性同期性放電がみられない、死亡例、再発例はなく自然軽快例も認められるといった特徴が報告されている。しかし剖検例の単純ヘルペス脳炎の脳幹脳炎型も報告されており予後不良例も存在する。
慢性脳炎
4～5ヶ月の経過の慢性緩徐進行性脳症の報告例がある。
軽症～非典型例
単純ヘルペス脳炎の確定診断が脳生検からPCR法に代わって依頼、非典型的な軽症例の存在が指摘されるようになった。軽症～非典型例と呼ぼれるが、治療後完全回復する、痙攣と精神状態の変化を呈するのみで神経学的局在症候がない、脳CTで正常所見を呈することがあるなどの症例を示す。このような病態がおこる背景としてHSV-2の感染によるものや宿主の免疫機能低下、脳炎病巣が劣位半球側頭葉に限局するといった点も指摘されている。
その他
頭頂葉型、前頭葉型、散在多病巣型などが報告されている。
びまん性脳炎型
びまん性脳炎型は局在性脳炎から進展する場合が殆どである。
免疫不全患者の単純ヘルペス脳炎
後天性免疫不全症候群での単純ヘルペスウイルスの頻度は低い。サイトメガロウイルスとの同時感染例が多い、感染部位が前頭葉下面、側頭葉内側面に限局せず小脳や脳幹、上衣下組織にも認められる。成人AIDS症例では脳炎がHSV-2で起こることが多いといった特徴が知られている。
小児の単純ヘルペス脳炎
小児の場合HSV初感染で発症することが多いこと、新生児ではHSV-2によっても発症すること、全脳炎を呈することが多いこと、小児例では初回治療終了後2週～2ヶ月以内の再発が20～30％と高率に認められることなど成人と異なる点がある。3歳未満の発症、GCS10以下では予後が悪いとされている。

## 急性（時に亜急性）脳炎を示唆する症状・症候
各年齢でみられるが，50歳～60歳にピークを認める。症状は頭痛、嘔気、発熱が多いがこれらは50%程度にしか認めないという報告もある。髄膜刺激症状、急性意識障害（覚醒度の低下、幻覚・妄想、錯乱などの意識の変容）、痙攣、局在神経脱落症状（失語症、聴覚失認や幻聴などの聴覚障害、記銘障害、運動麻痺、脳神経麻痺、視野障害、異常行動など）不随意運動、自律神経障害、SIADHなどが認められることがある。

## 検査所見
神経放射線学的所見
側頭葉・前頭葉（主として、側頭葉内側面・前頭葉眼窩・島回皮質・角回を中心として）などに病巣を検出する。
脳波
ほぼ全例で異常を認める。局在性の異常は多くの症例でみられるが、比較的特徴とされる周期性一側てんかん型放電（PLEDS）は約30％の症例で認める。
髄液
髄液圧の上昇、リンパ球優位の細胞増多、蛋白の上昇を示す。糖濃度は正常であることが多い。赤血球やキサントクロミーを認める場合もある。
PCR
髄液を用いたPCR法でHSV-DNAが検出されること。ただし陰性であっても診断を否定するものではない。治療開始後は陰性化する可能性が高い。
抗体測定
髄液HSV抗体価の経時的かつ有意な上昇、髄腔内抗体産生を示唆する所見が認められることがある。髄腔内抗体産生を示唆する所見とは血清／髄液抗体比≦20または抗体価指数である。抗体価指数は髄液抗体／血清抗体÷髄液アルブミン／血清アルブミンであり2以上ならば髄腔内抗体産出が示唆される（BBBが破壊されれば抗体価は上昇する）。
ウイルス分離
髄液からDNAはPCRによって比較的高頻度に分離できるがウイルス分離は稀である。

## 成人の治療指針

### 一般療法
気道の確保、栄養維持、二次感染の予防などが行われる。

### 抗ヘルペスウイルス薬の早期投与
診断基準で疑い例となった時点で抗ウイルス療法を開始する。単純ヘルペス脳炎が否定された段階で抗ウイルス療法を中止する。
シクロビル
アシクロビルは10mg/kgで1日3回1時間以上かけて点滴静注を14日間を目安に投与する。重症例ではアシクロビル20mg/kgが使用されることもある。ショック、皮膚粘膜眼症候群、アナフィラキシー様症状、DIC、汎血球減少症、意識障害や痙攣、錯乱などの脳症、急性腎不全などの副作用に注意する。
ビダラビン
アシクロビル不応例にはビダラビン15mg/kg、1日1回点滴静注を14日間を目安に投与する。

### 痙攣発作，脳浮腫の治療
痙攣にはジアゼパム、ミダゾラム、フェニトインなどが用いられる。脳浮腫にはグリセオールやマンニトールが考慮される。

### その他
脳幹脳炎、脊髄炎に対しては、抗ウイルス薬に加えて副腎皮質ステロイドの併用を考慮する。副腎皮質ステロイドの機序は脳浮腫の軽減、炎症性サイトカインの放出抑制などが想定されている。

## 予後解析
転帰不良の要因としては、発症年齢が30歳以上、発症から抗ウイルス薬開始までの期間が4日以上、抗ウイルス薬開始時の意識障害がGCSで6点未満、治療開始時CTにて病巣の検出されること、初回髄液のPCRでHSV-DNAが100copy/ml以上などが指摘されている。

## 日本の法律
感染症法では五類感染症（全数把握）となっている。急性脳炎（ウエストナイル脳炎、西部ウマ脳炎、ダニ媒介脳炎、東部ウマ脳炎、日本脳炎、ベネズエラウマ脳炎及びリフトバレー熱を除く）として届出が必要である。